# Toi8
Toi8 (1976년 10월 8일 ~)은 .hack // Tokyo Mirage Sessions ♯FE 와 같은 영화 및 비디오 게임과 같은 애니메이션 작업을 하는 것으로 가장 유명한 일본 예술가이다.

## 전기
Toi8은 1976년 10월 8일 일본 구마모토 현에서 태어났다. 요요기 애니메이션 대학을 졸업했다. 애니메이션 일러스트레이터로 약 2년간 일했지만 약 1년 만에 회사를 그만 두었다. 그는 원래의 그림에 매료되어 프리랜서 일러스트레이터가 되었다. 그는 2002년에 출판 된 "Fancy Tokyo Hundred Scenery"에서 일러스트레이터로 데뷔했다. 그의 펜 이름은 10월 8일 생일이다. 그 전에는 "Q8"이라는 가명을 사용했다.